# Ursula von Rosenfeld

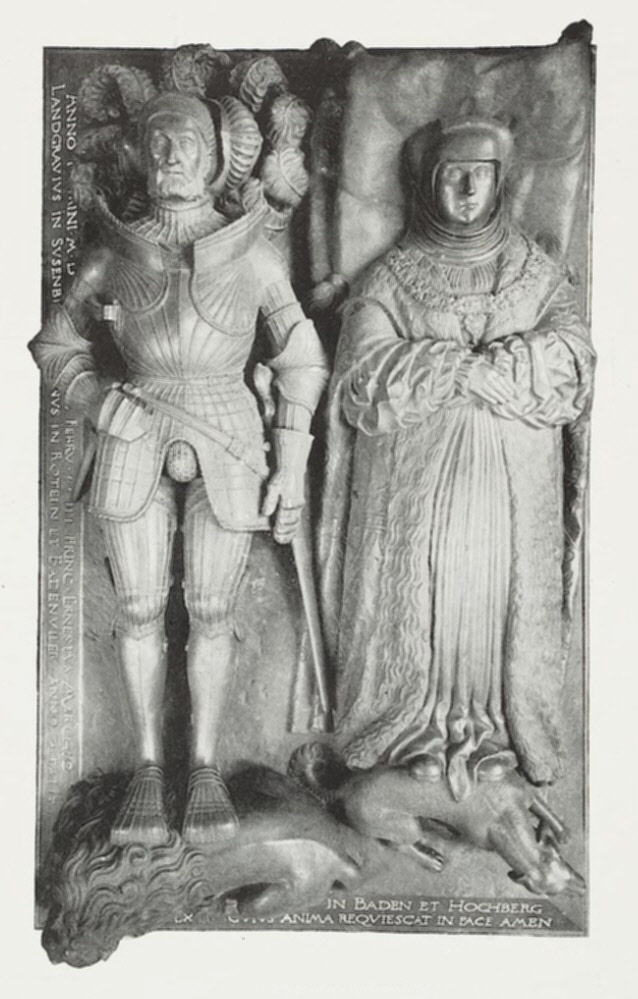
Grabmal von Ernst und Ursula von Baden

Ursula von Rosenfeld (* um 1499; † 26. Februar 1538) war die zweite Gemahlin des Markgrafen Ernst von Baden. Sie ist über ihren Sohn Karl Stammmutter aller späteren badischen Großherzöge.

## Leben
Ursula kam um 1499 als jüngstes Kind des niederadligen Wolf von Rosenfeld († 1500) und seiner Frau Anna Bombast von Hohenheim (gest. 6. Juni 1574), Schwester von Georg Bombast von Hohenheim, zur Welt. Wolf war Schultheiß der württembergischen Stadt Rosenfeld. Als Wohnhaus der Familie gilt der lokalen Überlieferung nach das stattliche „Ursulahaus“ aus dem frühen 15. Jahrhundert.
Ursula gehörte als Hoffräulein dem Frauenzimmer der badischen Markgräfin Elisabeth von Brandenburg-Ansbach-Kulmbach an, der ersten Frau von Markgraf Ernst. In der Zimmerischen Chronik heißt es: „Nach irem absterben [der Markgräfin Elisabeth] hat marggraf Ernst ein edle von Rosenfeldt, so bei seinem gemahl selligen im frawenzimmer zuvor gewesen, vermehelt, von dero er vil künder bekommen.“
Markgräfin Elisabeth starb am 31. Mai 1518. Die Ehe zwischen Ernst und Ursula wurde bald danach, wohl noch im gleichen Jahr geschlossen. Obgleich es sich um eine unstandesgemäße Verbindung zwischen einem Reichsfürsten und einer Niederadligen handelte, war es keine morganatische Ehe im rechtlichen Sinne, denn Ursula stieg mit der Ehe zur Markgräfin auf. Auf ihrem Grabmal wird sie entsprechend als „erlauchte Herrin Ursula, Markgräfin in Baden und Hochberg, Gemahlin des erlauchten Fürsten, Herrn Ernst, Markgraf in Baden und Hochberg“ bezeichnet („ILL. DNA VRSV=LA MARCHIONISSA / BADEN ET HOCHBERG ILLVSTRIS PRINCIPIS / DNI ERNESTI MARCHIONIS IN BADEN ET HOCHBERG CONIUNX“).
Ursula starb am 26. Februar 1538 und wurde in der Schlosskirche Pforzheim beigesetzt. Ernst gab ihr zu Ehren ein Doppelgrabmal in Form einer Tumba in Auftrag, vermutlich bei Christoph von Urach, das an hervorgehobener Stelle in der Mitte des Chors der Schlosskirche steht.

## Nachkommen
Zahl und Namen der Kinder aus ihrer Ehe mit Ernst von Baden sind nicht vollständig überliefert. Als Nachkommen sicher bezeugt sind:
- Margarete (* 1519; † 1571), heiratete am 12. November 1538 den Grafen Wolfgang II. von Oettingen (* 1511; † 1572)[6]
- Salome († 1549), verheiratet 1540 mit Graf Ladislaus von Fraunberg-Haag (1505–1566)
- Karl II. (24. Juli 1529 – 23. März 1577), Markgraf von Baden-Durlach